# SJ AB
SJ AB —  державний оператор пасажирських перевезень у Швеції. SJ було створено в 2001 році з підрозділу громадського транспорту Statens Järnvägar, коли колишня державна установа була розділена на шість окремих державних компаній з обмеженою відповідальністю. 
В 2018 році SJ перевіз 31,8 мільйона пасажирів. 

## Рухомий склад
| Фото | Тип        | Клас   | Кількість | Використання                    | Примітки |
| ---- | ---------- | ------ | --------- | ------------------------------- | --- |
|      | Електровоз | SJ Rc6 | 86        | Нічний, Інтерсіті, Регіональний | Чорна ліврея |
|      | Електричка | SJ X2  | 44        | Високошвидкісний (X 2000)       | Сіра ліврея |
|      | Електричка | SJ X12 | 7         | Регіональний                    | 4 одиниці відремонтовано 2012–2014. Сіро-блакитна ліврея. 3 потяги списано на металобрухт, решта виведені з експлуатації. Замінено на потяги X50, X52 та ER1. |
|      | Електричка | SJ X40 | 43        | Регіональний                    | Сіра ліврея |
|      | Електричка | SJ X55 | 20        | Високошидкісний(SJ 3000)        | Використовується на високошвидкісних лініях до північної Швеції, Карлстада і Бороса зі Стокгольма, а також Гетеборг-Мальме. Сіра ліврея                       |